# 1996年のJリーグ
1996年のJリーグは、3月16日に開幕、11月9日に閉幕した。優勝は鹿島アントラーズ。

## 参加クラブ
1996年シーズンのJリーグのクラブは以下の通り。昨シーズンのジャパンフットボールリーグで準会員かつ上位2位までに入ったアビスパ福岡と京都パープルサンガが新たに加わり、計16クラブとなった。
※前年度成績=1995年のJリーグ前後期を通算した順位を記載
| チーム名               | 監督                     | 所在 都道府県 | ホームスタジアム                           | 前年成績 |
| ---------------------- | ------------------------ | ------------- | ------------------------------------------ | -------- |
| 鹿島アントラーズ       | ジョアン・カルロス       | 茨城県        | 茨城県立カシマサッカースタジアム           | 7位      |
| 浦和レッドダイヤモンズ | ホルガー・オジェック     | 埼玉県        | 浦和駒場スタジアム                         | 4位      |
| ジェフユナイテッド市原 | 奥寺康彦                 | 千葉県        | 市原臨海競技場                             | 5位      |
| 柏レイソル             | ニカノール               | 千葉県        | 日立柏サッカー場                           | 12位     |
| ヴェルディ川崎         | ネルシーニョ             | 神奈川県      | 等々力陸上競技場                           | 2位      |
| 横浜マリノス           | 早野宏史                 | 神奈川県      | 三ツ沢公園球技場                           | 1位      |
| 横浜フリューゲルス     | オタシリオ               | 神奈川県      | 三ツ沢公園球技場                           | 13位     |
| ベルマーレ平塚         | トニーニョ・モウラ       | 神奈川県      | 平塚競技場                                 | 11位     |
| 清水エスパルス         | オズワルド・アルディレス | 静岡県        | 清水市日本平運動公園球技場                 | 9位      |
| ジュビロ磐田           | ハンス・オフト           | 静岡県        | ジュビロ磐田サッカースタジアム             | 6位      |
| 名古屋グランパスエイト | アーセン・ベンゲル       | 愛知県        | 名古屋市瑞穂公園陸上競技場                 | 3位      |
| 京都パープルサンガ     | ジョゼ・オスカー         | 京都府        | 京都市西京極総合運動公園陸上競技場兼球技場 | JFL2位   |
| ガンバ大阪             | ヨジップ・クゼ           | 大阪府        | 万博記念競技場                             | 14位     |
| セレッソ大阪           | パウロ・エミリオ         | 大阪府        | 長居スタジアム                             | 8位      |
| サンフレッチェ広島     | ビム・ヤンセン           | 広島県        | 広島ビッグアーチ                           | 10位     |
| アビスパ福岡           | 清水秀彦                 | 福岡県        | 東平尾公園博多の森球技場                   | JFL1位   |

1. ↑  前半戦は全面改築中のため長居第2陸上競技場に暫定移転

## レギュレーション
前年までの2ステージ制をやめ、通年でホーム・アンド・アウェー2回戦総当たり（全30節）とした。このため、チャンピオンシップは行わず、代替大会としてリーグ戦上位2チームと同年のJリーグヤマザキナビスコカップ上位2チームによるカップ戦『サントリーカップ』が行われた（名古屋が優勝）。
リーグ戦の各試合は従前通り完全決着方式（前後半90分で決着が付かない場合、前後半15分ずつのVゴール方式による延長戦を行い、それでも決着が付かない場合はPK戦）とし、「90分勝利」「Vゴール勝利」「PK戦勝利」に勝ち点3を、「PK戦敗北」に勝ち点1を与え、勝ち点→得失点差→総得点の順に順位を決定した。
この年から、マルチボールシステムが導入された。

## スケジュール
3月16日に開幕、11月9日に最終節が行われた。途中、第15節終了（5月18日）から第16節（8月28日）までの約3ヶ月間、アトランタオリンピック本大会及び選手強化のために中断期間が設定されたこともあり、週2回開催のペースは維持された。
年間30試合は、1999年から2004年まで（同様に16チーム参加　1回総当たり×2ステージ。年間通算でホームアンドアウェー）と並ぶ、1部リーグの最少試合数である。

## リーグ概要
リーグ前半は、MFジーニョ・FWエバイール・MFセザール・サンパイオの元セレソントリオがチームを引っ張った横浜Fが開幕8連勝（うち6試合無失点）で首位に立ち、そのまま前半戦を首位で折り返す。後半戦に入ると横浜Fの勢いが衰え、逆に前半戦でパリ・サンジェルマンFCに移籍したMFレオナルドの穴を埋めたルーキーのFW柳沢敦の活躍もあり鹿島が首位に浮上。これにアーセン・ベンゲルの戦術が浸透した名古屋を加えた三つどもえの様相を呈する。
迎えた第29節（11月2日）、鹿島と名古屋の直接対決が行われ、先制を許すもFW眞中靖夫の2ゴールなどで逆転した鹿島が勝利、優勝を決定的にする。最終節では数字上優勝の可能性を残していた横浜Fが敗れたことにより、鹿島の年間優勝が決まった。終わってみれば、上位3チームは勝ち負けが同数（21勝9敗）で、わずかにPK戦負けの数の差で鹿島が逃げ切った格好となった。ちなみに、最終節の浦和-横浜Fの試合で浦和GK田北雄気がPKで得点、これがJリーグ史上初の「GKによる得点」となった。
なお、広島の本拠地が正式に広島ビッグアーチに移転（実質的には1994年度シーズンから移転していた）。また、C大阪が後半戦開始時から長居第2陸上競技場から長居スタジアムへ本拠地を移転。
このほか、この年をもってスポーツ・アイ（通信衛星放送）での全試合中継契約満了で打ち切り。

## 順位表
| 順 | チーム                 | 試 | 勝 | 延勝 | PK勝 | PK敗 | 延敗 | 敗 | 得 | 失 | 差  | 点 |
| -- | ---------------------- | -- | -- | ---- | ---- | ---- | ---- | -- | -- | -- | --- | -- |
| 1  | 鹿島アントラーズ       | 30 | 17 | 2    | 2    | 3    | 1    | 5  | 61 | 34 | +27 | 66 |
| 2  | 名古屋グランパスエイト | 30 | 18 | 2    | 1    | 0    | 2    | 7  | 63 | 39 | +24 | 63 |
| 3  | 横浜フリューゲルス     | 30 | 16 | 4    | 1    | 0    | 1    | 8  | 58 | 44 | +14 | 63 |
| 4  | ジュビロ磐田           | 30 | 16 | 3    | 1    | 2    | 1    | 7  | 53 | 38 | +15 | 62 |
| 5  | 柏レイソル             | 30 | 15 | 5    | 0    | 0    | 2    | 8  | 67 | 52 | +15 | 60 |
| 6  | 浦和レッズ             | 30 | 14 | 3    | 2    | 2    | 1    | 8  | 51 | 31 | +20 | 59 |
| 7  | ヴェルディ川崎         | 30 | 15 | 4    | 0    | 0    | 4    | 7  | 68 | 42 | +26 | 57 |
| 8  | 横浜マリノス           | 30 | 11 | 2    | 1    | 0    | 2    | 14 | 39 | 40 | −1  | 42 |
| 9  | ジェフユナイテッド市原 | 30 | 12 | 1    | 0    | 1    | 2    | 14 | 45 | 47 | −2  | 40 |
| 10 | 清水エスパルス         | 30 | 9  | 3    | 0    | 1    | 4    | 13 | 50 | 60 | −10 | 37 |
| 11 | ベルマーレ平塚         | 30 | 10 | 2    | 0    | 0    | 3    | 15 | 47 | 58 | −11 | 36 |
| 12 | ガンバ大阪             | 30 | 7  | 3    | 1    | 0    | 3    | 16 | 38 | 59 | −21 | 33 |
| 13 | セレッソ大阪           | 30 | 7  | 2    | 1    | 0    | 5    | 15 | 38 | 56 | −18 | 30 |
| 14 | サンフレッチェ広島     | 30 | 6  | 3    | 1    | 0    | 5    | 15 | 36 | 60 | −24 | 30 |
| 15 | アビスパ福岡           | 30 | 8  | 1    | 0    | 2    | 3    | 16 | 42 | 64 | −22 | 29 |
| 16 | 京都パープルサンガ     | 30 | 7  | 1    | 0    | 0    | 2    | 20 | 22 | 54 | −32 | 24 |

## 表彰
| 賞                 | 受賞者                                 |
| ------------------ | -------------------------------------- |
| 最優秀選手賞       | ジョルジーニョ（鹿島アントラーズ）     |
| 得点王             | 三浦知良（ヴェルディ川崎）             |
| 新人王             | 斉藤俊秀（清水エスパルス）             |
| 最優秀監督賞       | ニカノール（柏レイソル）               |
| 優勝監督賞         | ジョアン・カルロス（鹿島アントラーズ） |
| 優秀主審賞         | ゾラン・ペトロヴィッチ                 |
| 優秀副審賞         | 廣嶋禎数                               |
| フェアプレー個人賞 | 岡野雅行（浦和レッドダイヤモンズ）     |

### ベストイレブン
| ポジション | 選手名         | 受賞回数 | 所属クラブ             |
| ---------- | -------------- | -------- | ---------------------- |
| GK         | 楢﨑正剛       | 初       | 横浜フリューゲルス     |
| DF         | 相馬直樹       | 2        | 鹿島アントラーズ       |
| DF         | 井原正巳       | 4        | 横浜マリノス           |
| DF         | ブッフバルト   | 2        | 浦和レッドダイヤモンズ |
| MF         | ジョルジーニョ | 初       | 鹿島アントラーズ       |
| MF         | 前園真聖       | 初       | 横浜フリューゲルス     |
| MF         | 山口素弘       | 初       | 横浜フリューゲルス     |
| MF         | 名波浩         | 初       | ジュビロ磐田           |
| FW         | 三浦知良       | 3        | ヴェルディ川崎         |
| FW         | ストイコビッチ | 2        | 名古屋グランパスエイト |
| FW         | 岡野雅行       | 初       | 浦和レッドダイヤモンズ |

## 得点ランキング
| 順位 | 選手               | 所属                   | 得点 |
| ---- | ------------------ | ---------------------- | ---- |
| 1    | 三浦知良           | ヴェルディ川崎         | 23   |
| 2    | エジウソン         | 柏レイソル             | 21   |
| 3    | エバイール         | 横浜フリューゲルス     | 20   |
| 4    | スキラッチ         | ジュビロ磐田           | 15   |
| 5    | マグロン           | ヴェルディ川崎         | 13   |
| 6    | 長谷川祥之         | 鹿島アントラーズ       | 12   |
| 6    | イワン・ハシェック | ジェフユナイテッド市原 | 12   |
| 8    | マジーニョ         | 鹿島アントラーズ       | 11   |
| 8    | 岡野雅行           | 浦和レッズ             | 11   |
| 8    | 野口幸司           | ベルマーレ平塚         | 11   |
| 8    | ストイコビッチ     | 名古屋グランパスエイト | 11   |
| 8    | 森山泰行           | 名古屋グランパスエイト | 11   |
| 8    | ムラデノビッチ     | ガンバ大阪             | 11   |
| 8    | 高木琢也           | サンフレッチェ広島     | 11   |

出典: J.LEAGUE Data Site

## 記録
- Jリーグ通算3,000ゴール 
三浦泰年（ヴェルディ川崎 1996年8月28日 - 第16節vsセレッソ大阪・長居陸上競技場）
- Jリーグ連敗記録
17連敗（京都パープルサンガ、延長Vゴール負け2試合含む、第1節vsヴェルディ川崎 - 第17節vsジュビロ磐田）
- Jリーグ最年少出場記録
山口智（17歳354日・ジェフユナイテッド市原 1996年3月20日-第2節vs京都パープルサンガ・西京極）

## Jリーグ準会員
- コンサドーレ札幌（1996年6月準会員承認）
- ブランメル仙台（1995年11月準会員承認）
- ヴィッセル神戸
- 鳥栖フューチャーズ
1996年のJFLの成績により2位・神戸のJリーグ入会が認められた。
鳥栖Fは運営会社の経営破綻により、1997年2月に準会員資格喪失。